# 중국의 옛 수도
중국의 4대 옛 수도(중국어 정체자: 中國四大古都, 간체자: 中国四大古都, 병음: Zhōngguó Sì Dà Gǔdū)라고 하면 전통적으로 베이징, 난징, 뤄양, 시안을 말한다. 여기에 카이펑(1920년대에 추가됨), 항저우(1930년대에 추가됨), 안양(1988년에 추가됨), 정저우(2004년 추가됨)등을 차례로 추가해서 8대 옛 수도라고 부르고 있다.

## 중국의 옛 수도
- 광저우 - 중화민국의 임시 수도
- 난징

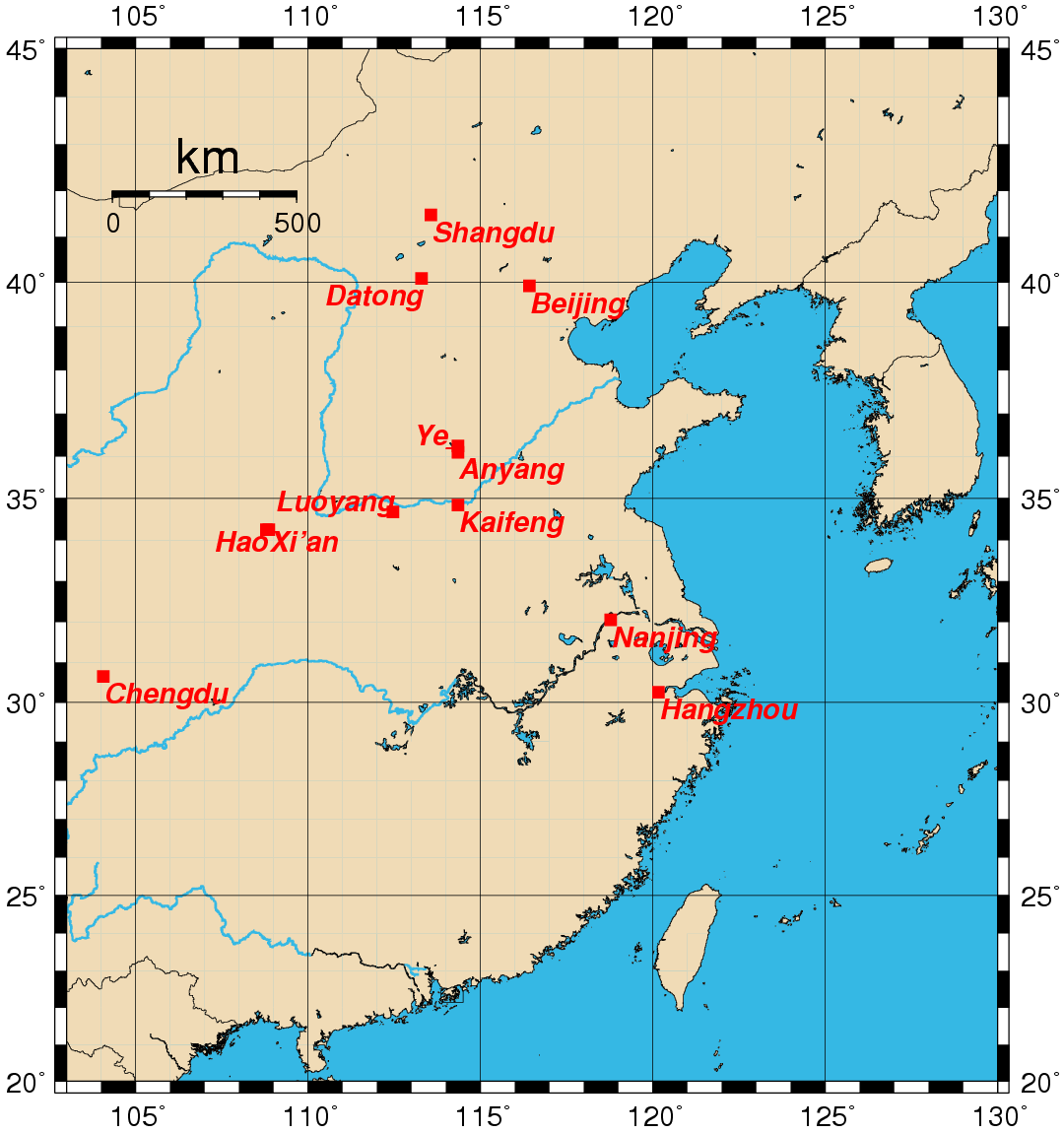
20세기 이전의 수도

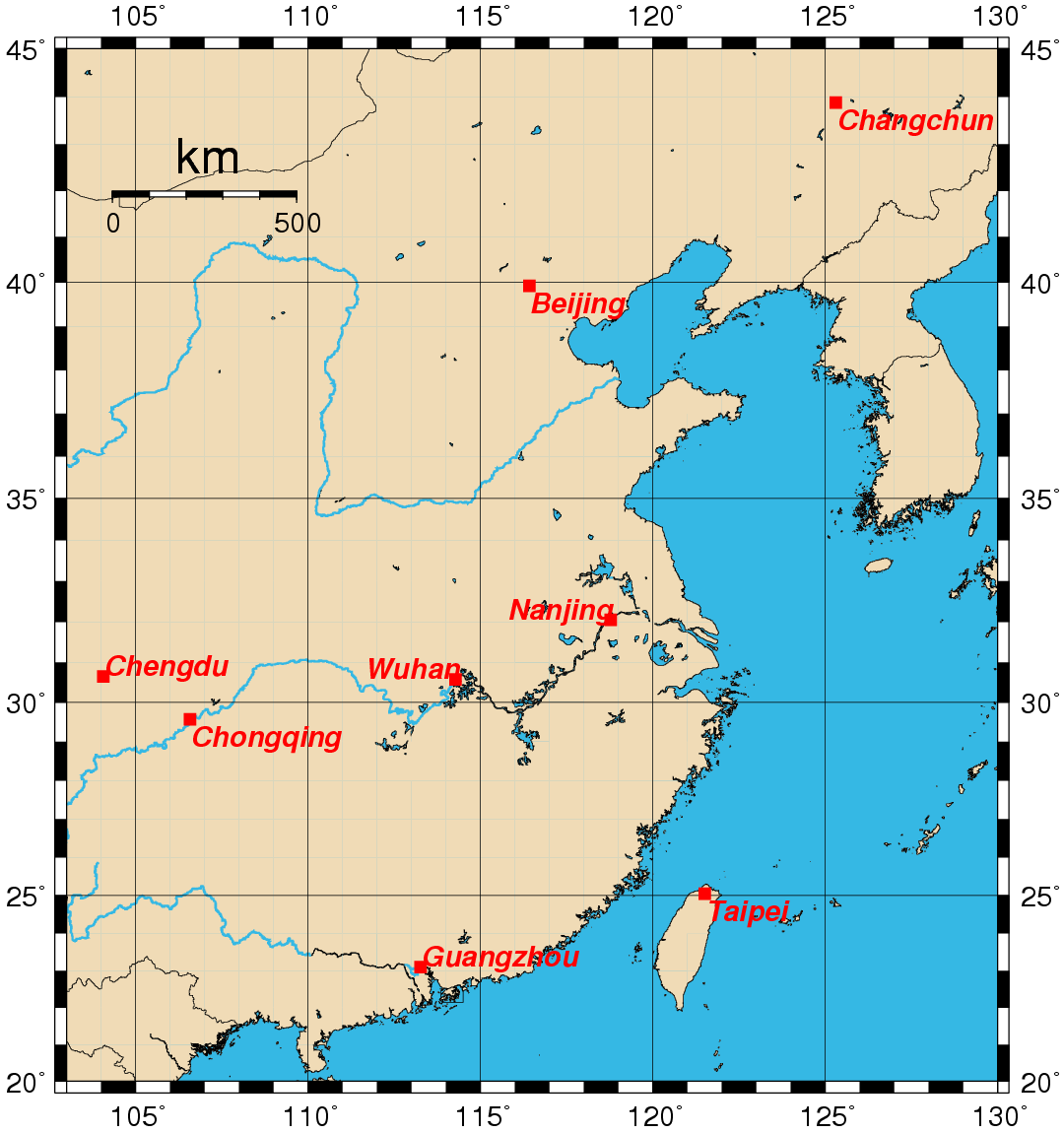
20세기 이후의 수도

  - 남북조시대의 남조 6나라 - 건강(建康 Jiànkāng. 원래의 명칭은 건업)
    - 오
    - 동진
    - 송
    - 제
    - 양
    - 진

  - 오대십국의 남당 - 금릉(金陵)
  - 명나라, 영락제가 베이징으로 수도를 옮기기 전까지 - 남경(南京 Nánjīng)
  - 중화민국의 북벌 이후 일본과의 전쟁 전까지, 2차대전 종전 후 타이완으로 옮기기 전까지.
  - 중일전쟁 기간 왕징웨이의 괴뢰정권
- 다퉁 - 북위의 첫 수도.
- 뤄양
  - 동주
  - 후한
  - 서진
  - 위
- 베이징
  - 춘추 시대 연나라의 수도 계(薊 Jì)
  - 요나라 - 제2수도 연경(燕京 Yānjīng)
  - 금나라 - 중도(中都 Zhōngdū)
  - 원나라 - 대도(大都 Dàdū)
  - 명나라 영락제가 난징에서 옮김 - 경사(京師 Jīngshī)/북경(北京 Běijīng)
  - 청나라
  - 중화민국의 북양 정부
- 시안
  - 서주
  - 진나라
  - 전한
  - 수나라
  - 당나라
- 안양 - 상의 수도, 은(殷)
- 정저우
- 창춘 - 만주국의 수도
- 청두 - 촉한의 수도
- 충칭 - 중화민국의 임시 수도
- 카이펑
  - 북송
- 항저우
  - 남송